# مت جرالد
مت جرالد (انگلیسی: Matt Gerald) یک هنرپیشه اهل ایالات متحده آمریکا است.

## گزیده فیلمشناسی
از فیلم‌ها یا برنامه‌های تلویزیونی که وی در آن نقش داشته‌است می‌توان به آثار زیر اشاره کرد.
- مرد منفی (۱۹۹۹)
- مگنولیا (فیلم) (۱۹۹۹)
- سرزمین ببر (۲۰۰۰)
- نابودگر ۳: خیزش ماشین‌ها (۲۰۰۳)
- سوات (فیلم) (۲۰۰۳)
- تریپل اکس: دولت متحد (۲۰۰۳)
- در میکس (۲۰۰۵)
- آواتار (فیلم ۲۰۰۹) (۲۰۰۹)
- الکترا لاکس (۲۰۱۰)
- سریع‌تر (فیلم ۲۰۱۰) (۲۰۱۰)
- کارمزدها (فیلم) (۲۰۱۲)
- سحرگاه سرخ (۲۰۱۲)
- جی. آی. جو: تلافی (۲۰۱۳)
- سرزمین منجمد (فیلم) (۲۰۱۳)
- نقشه فرار (فیلم) (۲۰۱۳)
- سن آندریاس (فیلم) (۲۰۱۵)
- رمپیج (فیلم ۲۰۱۸) (۲۰۱۸)
- آواتار ۲ (۲۰۲۰)
- آواتار ۳ (۲۰۲۱)
- سی‌اس‌آی (۲۰۰۷)
- زندگی (سریال آمریکایی) (۲۰۰۷)
- یگان (مجموعه تلویزیونی) (۲۰۰۶–۲۰۰۸)
- به من دروغ بگو (۲۰۰۹)
- ان‌سی‌آی‌اس: لس آنجلس (۲۰۱۰)
- سی‌اس‌آی: میامی (۲۰۱۰)
- گریم (مجموعه تلویزیونی) (۲۰۱۲)
- دکستر (۲۰۱۲)
- هاوایی فایو-زیرو (۲۰۱۳)
- کسل (مجموعه تلویزیونی) (۲۰۱۳)
- دردویل (مجموعه تلویزیونی) (2015–present)